# InterviewRadio
interviewRadio war ein Hörfunkprogramm, das im Rhein-Main-Gebiet ausschließlich über DAB+ („Hessen-MUX“ Kanal 11C) verbreitet wurde.
Die Zulassung erfolgte durch die LPR Hessen am 21. März 2016, der Sendestart am 24. Dezember 2016. Betreiber ist die All Audio GmbH (Volker Pietzsch und Michael Hassinger, die auch bei Antenne Mainz tätig sind, früher u. a. bei PRO Radio 4).
Das Programm bestand Anfang 2018 aus Interviews mit Gesprächspartnern überwiegend aus Hessen und Rheinland-Pfalz in den Rubriken Bildung, Kultur, Film, Umwelt, Internet, Reise, Literatur, Ratgeber und Menschen im Gespräch im circa 4-stündigen Rhythmus; zwischendurch lief Musik (Adult Contemporary). Als Fremdproduktionen übernommen wurden die Sendungen Volkers Kramladen (auch auf ByteFM) und Die TechnikSHOW (von Oliver Heinze aus Leipzig).
Am 7. Juni 2018 wurde der Sendebetrieb nach Rückgabe der Lizenz eingestellt.